# Cephalotes setulifer
Cephalotes setulifer är en myrart som först beskrevs av Carlo Emery 1894.  Cephalotes setulifer ingår i släktet Cephalotes och familjen myror. Inga underarter finns listade.